# Comuna Boberka, Turka
Boberka (în ucraineană Боберка) este o comună în raionul Turka, regiunea Liov, Ucraina, formată din satele Boberka (reședința) și Dnistrîk-Dubovîi.

## Demografie
Componența lingvistică a comunei Boberka
     Ucraineană (99,82%)
     Alte limbi (0,18%)
Conform recensământului din 2001, majoritatea populației comunei Boberka era vorbitoare de ucraineană (99,82%), existând în minoritate și vorbitori de alte limbi.